# MC Ryan SP
Ryan Santana dos Santos (São Paulo, 2 de fevereiro de 2001), mais conhecido como MC Ryan SP, é um cantor e compositor brasileiro.

## Carreira musical
Ficou conhecido por seus principais sucessos "Revoada Sem Você", "Favela" e "Vergonha Pra Mídia", com participações especiais de MC Kevin e Salvador da Rima. Em 10 de agosto de 2022, MC Ryan SP assinou contrato com a Warner Music Group, uma das maiores gravadoras musicais do mundo. Ele é o primeiro artista de funk contratado. MC Ryan SP é artista da GR6 Music, uma das maiores gravadoras de funk do Brasil atualmente.
A partir de 30 de agosto de 2022, ficou em primeiro lugar nas paradas de música do Spotify (Top #1). Ainda na mesma semana, a música "Casei Com a Putaria", com MC Paiva, alcançou 30 milhões de visualizações no YouTube.
Em setembro de 2022 a canção "Felina", de WIU, alcançou o top 3 no Spotify, top 1 na parada de Hip-Hop/Rap da Apple Music e top 1 na parada nacional do YouTube Music. A canção teve participação de Matuê, Teto, Oruam e Ryan.
No dia 24 de novembro, MC Ryan SP atinge a marca de 10 milhões de ouvintes mensais no Spotify e é considerado um dos primeiros cantores da atualidade a atingir tal marca em apenas uma plataforma.
Além disso, está em terceiro lugar como o artista mais ouvido do Brasil, atrás apenas de Jorge & Mateus e da cantora Marília Mendonça.
Ryan tem quatro músicas no Top 50 Brasil do Spotify. São eles: "Casei com Putaria", "Felina", "Tubarão Te Amo e Felina".

## Controvérsias
No dia 27 de setembro de 2024, Ryan foi acusado de agredir a namorada, Giovanna Roque, que o defendeu, afirmando que ele não é uma pessoa ruim. No dia 28 de setembro, através de um vídeo no Instagram, Ryan pediu desculpas à Giovanna e todas as mulheres que assistiram o vídeo.

## Discografia

### Álbuns de estúdio
- (2021): Hat-Trick do Tubarão
- (2021): Lágrimas do Tubarão: Contos e Fatos
- (2022): Coração Terra de Ninguém
- (2023): Um Toque de Malandragem
- (2024): Bad Boys

### Singles
- (2020): Vergonha Pra Mídia (com MC Kevin e Salvador da Rima)
- (2022): Revoada Sem Você
- (2022): Emocional Abalado (feat. Naiara Azevedo): Está prevista a estreia do clipe para ser lançado no canal oficial da cantora no YouTube para o single "Emcional Abalado".[15]
- (2022): Emocional Abalado (com Naiara Azevedo)
- (2022): Boteco do Gusttavo Lima, (com Gusttavo Lima, João Gomes e Naiara Azevedo)
- (2022): Namora aí (com MC Daniel)
- (2022):Tubarão Te Amo (com DJ LK da Escócia, MC Jhenny, MC RF, Tchakabum e MC Carol)
- (2023): Fazendinha Sessions #4: Trem Perfeito (Fazendinha Sessions com MC Ryan SP, Mari Fernandez, Us Agroboy, Zé Felipe, Luan Pereira, João Gomes e Mayck & Lyan)
- (2024): Filho da Noite (com Matuê)